# Barthélémy Kassa
Barthélémy Kassa, connu également sous son nom réel Kassa Dahoga Barthélémy, est né le 1er janvier 1970 à Dassari, au Bénin. Il travaille en tant qu'enseignant à l'université d'Abomey-Calavi dans le même pays. Il a eu plusieurs occasions d'occuper des postes ministériels et a également été membre de l'Assemblée nationale du Bénin.

## Biographie

### Parcours académique et universitaire
En 2021, Barthélémy Kassa a atteint le rang de Professeur titulaire en écologie auprès du Conseil africain et malgache pour l’enseignement supérieur (CAMES).

### Parcours politique
La carrière politique de Barthélémy Kassa débute lorsqu'il intègre le gouvernement du président Boni Yayi. Il est nommé ministre des mines et des recherches pétrolières en reconnaissance de son implication dans la campagne électorale pour la mouvance présidentielle lors des élections municipales et communales de 2008,.
En 2003, Barthélémy Kassa remporte son premier mandat de député lors des élections législatives, siégeant ainsi au sein de la 4ème législature. Cependant, il ne réussit pas à être réélu pour représenter son district lors des élections législatives de 2007, marquant la fin de son mandat à la 5ème législature.
En 2011, Barthélémy Kassa est élu député lors des élections législatives, ce qui l'amène à quitter le gouvernement pour se conformer à la loi. Cependant, en 2012, il réintègre le gouvernement, reprenant son poste au ministère de l'énergie et de l'eau, tout en prenant également la responsabilité du département des mines. Il occupe ces fonctions jusqu'à sa démission le 13 mai 2015, consécutive au déclenchement du scandale PPEA II. Ce scandale impliquait la détournement de fonds néerlandais destinés à fournir de l'eau potable aux populations du Bénin.

## Distinctions
- En 2023, Barthélémy Kassa est élevé à la dignité de Grand-Croix de l’Ordre National du Bénin, en même temps que ses collègues députés, conformément au décret n°2023-448 du 4 septembre 2023[7],[8],[4].

- En 2010, Barthélémy Kassa est élevé au grade de Grand Officier de l’Ordre National du Bénin[4].